# Kod nieśmiertelności
Kod nieśmiertelności (ang. Source Code) – amerykańsko-francuski dramat science fiction z 2011 roku w reżyserii Duncana Jonesa. W filmie występują m.in. Jake Gyllenhaal w rolach Coltera Stevensa i Seana Fentressa, Michelle Monaghan jako Christina Warren oraz Vera Farmiga jako Colleen Goodwin.
Produkcja w Polsce trafiła do kin 6 maja 2011.

## Obsada
- Jake Gyllenhaal – Colter Stevens / Sean Fentress
- Michelle Monaghan – Christina Warren
- Vera Farmiga – Colleen Goodwin
- Jeffrey Wright – dr Rutledge
- Cas Anvar – Hazmi
- Russell Peters – Max Denoff
- Michael Arden – Derek Frost
- Scott Bakula – ojciec Coltera Stevensa
- Craig Thomas – szef Gold Watch
- Gordon Masten – konduktor

## Fabuła
Kapitan Stevens (Jake Gyllenhaal) bierze udział w tajnym rządowym projekcie umożliwiającym wejście w ciało innego człowieka na osiem ostatnich minut jego życia. Otrzymuje zadanie zidentyfikowania organizatora zamachu na pociąg zmierzający do Chicago i wciela się w jednego z pasażerów składu.